# Wartbergcultuur
De Wartbergcultuur (Duits: Wartbergkultur, ook: Wartberggruppe of Kragenflaschenkultur) is een neolithische cultuur in Midden-Duitsland, gedateerd op 3.600-2.800 voor Christus. Ze is vernoemd naar de typesite de Wartberg, een heuvel bij Niedenstein-Kirchberg in het noorden van Hessen. De cultuur is aangetoond in het noorden van Hessen, het zuiden van Nedersaksen en het westen van Thüringen.
De Wartbergcultuur blijkt een regionale ontwikkeling te zijn, afgeleid van de Michelsberg- en Baalbergeculturen. Ze was gelijktijdig en stond in contact met de Bernburgcultuur en trechterbekercultuur. Ze werd opgevolgd door de  enkelgrafcultuur en touwbekercultuur.

## Nederzettingen
De bekendste vindplaatsen zijn de Wartberg bij Niedenstein, de Hasenberg bij Lohne (Fritzlar), en de Güntersberg en Bürgel bij Gudensberg (alle bovenstaande bevinden zich op basaltontsluitingen in het vruchtbare Fritzlar-bekken), en de kringgreppel van Calden. Bijna alle tot nu toe geïdentificeerde nederzettingen bevinden zich op heuveltoplocaties: een afgesloten terrein bij Wittelsberg is een uitzondering. Vrijwel alle bekende nederzettingen lijken enkele honderden jaren na de ontwikkeling van Wartberg-aardewerk te zijn ontstaan, vroege Wartbergnederzettingen zijn nog grotendeels onbekend.
Vondsten van de Wartberg en haar zustersites omvatten gefragmenteerde botten, voornamelijk van runderen, varkens, schapen of geiten en herten, maar ook andere wilde dieren als beren en bevers. In sommige nederzettingen werden menselijke botfragmenten gevonden. Voor het eerst opgegraven in de late 19e eeuw, werd de Wartberg oorspronkelijk geïnterpreteerd als een cultusplaats, maar de overblijfselen van grof handgemaakt aardewerk en van lemen muurbekleding suggereren de aanwezigheid van nederzettingen.

## Megalithische graven

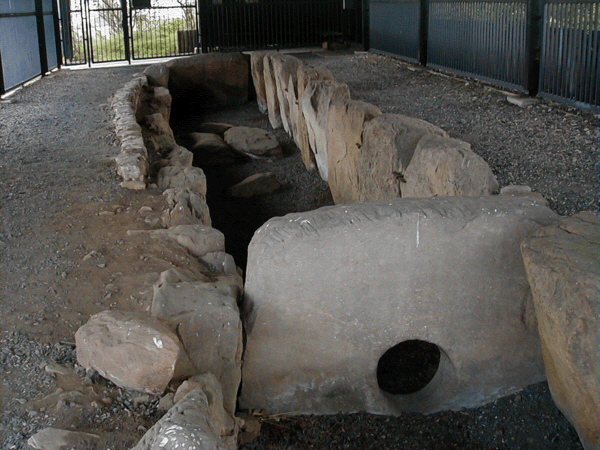
steengraf van Züschen, met zogenaamd Seelenloch

Wartberg-materiaal is ook gevonden in een aantal galeriegraven (een soort hunebed). Hun band met de Wartberg-nederzettingen werd pas erkend in de jaren zestig en zeventig, dus de graven worden soms afzonderlijk behandeld als de Hessisch-Westfaalse steenkistgroep (Hessisch-Westfälische Steinkistengruppe).
Deze omvatten de graven van Züschen bij Fritzlar, Lohra, Naumburg-Altendorf, Hadamar-Niederzeuzheim (nu gereconstrueerd in een park in Hachenburg), Beselich-Niedertiefenbach, Warburg, Rimbeck en Grossenrode, evenals twee graven nabij de kringgreppel van Calden. Een tombe in Muschenheim bij Münzenberg kan hier mogelijk ook toe gerekend worden, evenals een andere in Bad Vilbel bij Frankfurt am Main, die na 1945 werd verwoest. Ze bevatten meestal de bijgezette overblijfselen van meerdere individuen (het Altendorf-graf bevatte minstens 250 mensen) van alle leeftijden en beide geslachten. Lohra is een uitzondering voor zover daar de doden werden gecremeerd. Grafgiften zijn schaars, maar omvatten aardewerk (kraagflessen), stenen werktuigen en botten van dieren, vooral de kaakbeenderen van vossen, die mogelijk een totemische rol hebben gespeeld. De graftombe van Züschen is ook opmerkelijk vanwege de aanwezigheid van rotstekeningen. Sommige graven kunnen direct worden geassocieerd met nabijgelegen heuveltoplocaties of nederzettingen, zoals de graftombe van Züschen met de Hasenberg en de Calden-graven met het aardwerk. Volgens de Duitse archeologe Waltraud Schrickel suggereren de galeriegraven een West-Europese invloed, misschien uit het bekken van Parijs, waar de zeer vergelijkbare allées couvertes voorkomen. De Wartberg-graven lijken zich rond 3400 voor Christus te ontwikkelen, eerder dan de meeste bekende nederzettingen.

## Staande stenen
In Noord-Hessen en West-Thüringen worden meerdere staande stenen gevonden. Hoewel hun datering meestal  onduidelijk is, lijkt hun geografische spreiding samen te vallen met die van het Wartberg-materiaal, wat misschien een verband suggereert.

## Omheiningen
Het aardwerk van Calden, een grote omheining ten noordwesten van het huidige Kassel, werd rond 3.700 voor Christus gebouwd. Het is een onregelmatige omheining van twee grepels en een palissade en beslaat een oppervlakte van 14 hectare. De omheining heeft vijf openingen, en kan met enige zekerheid worden beschouwd als afgeleid van de Michelsberg-traditie. Vondsten uit de vroege fasen ervan suggereren een nauwe band met de vroege Wartbergcultuur. Het lijkt een traditie van meerdere eeuwen geweest te zijn om botten van dieren (voedselafval?) en gebroken potten te begraven in kuilen die in de deels gedempte aarden greppels werden gegraven. De sloten bevatten ook de overblijfselen van vele menselijke inhumaties. Deze activiteit ging door tot circa 2000 v.Chr. en was bijzonder intensief tijdens de Wartbergperiode. 
Twee nabijgelegen graven dateren van enkele eeuwen na de aanleg van het aardwerk, maar vallen samen met die activiteiten. Hoewel de oorspronkelijke functie van het aardwerk niet noodzakelijkerwijs door deze vondsten wordt verklaard, lijkt het waarschijnlijk dat het in ieder geval tijdens latere fasen een rituele betekenis had, misschien in verband met een cultus van de doden. De omheining rond de nederzetting bij Wittelsberg lijkt daarentegen eenvoudig verdedigend van aard te zijn.

## Aardewerk
Wartberg-aardewerk is handgevormd en meestal erg grof. Typische vormen uit het midden van het 4e millennium zijn onder meer pannen met naar binnen gedraaide rand en diepe insnijdingen, bekers met riemhengsels, en kraagflessen. De aanwezigheid van aardewerk met diep ingesneden patronen en van kleitrommels suggereert verbindingen met de trechterbekercultuur.
In de latere Wartbergcultuur komen bekers met riempjes, trechterbekers, verschillende kommen, grote potten met gaten onder de rand en kraagflessen voor. De veelvuldige aanwezigheid van kraagflessen, met name in de graven, is van bijzonder belang. De flessen zijn met iets meer zorg gemaakt dan ander vaatwerk; hun zeer specifieke vorm suggereert een speciale functie, mogelijk de opslag van speciaal materiaal, zoals plantaardige olie of zwavel, misschien geneeskundig.

## Stenen en beenderen gereedschappen
Leisteenbijlen komen veel voor, ook messen van leisteen worden gevonden. De Wartbergcultuur produceerde fijne stenen pijlpunten met goed gedefinieerde stelen en "vleugels". Een verscheidenheid aan benen werktuigen, voornamelijk punten, is zowel in graven als in nederzettingen gevonden.

## Economie en samenleving
De ligging van de sites en bepaalde vondsten suggereren een grotendeels sedentaire samenleving gebaseerd op landbouw en veeteelt, maar de jacht kan een aanzienlijke economische rol gespeeld hebben. Het Wartberg-gebied leek handelscontacten te hebben met de aangrenzende regio's.
De aanwezigheid van aardwerken en collectieve graven duidt op een zeker niveau van collectieve inspanningen, en impliceert een aanzienlijke mate van sociale organisatie.

## Genetica
Lipson et al. (2017) onderzocht de overblijfselen van 4 begraven individuen ca. 4000-3000 v.Chr. van de Blätterhöhle-site, het gebied waarvan deel uitmaakte van de Wartbergcultuur en zijn voorganger, de Michelsbergcultuur. De 3 Y-DNA-monsters behoorden tot de vaderlijke haplogroepen R1b1, R1 en I2a1, terwijl de 4 mtDNA-monsters behoorden tot de maternale haplogroepen U5b2a2, J1c1b1, H5 en U5b2b2. De individuen droegen een zeer grote hoeveelheid West-Europese jager-verzamelaar (Western Hunter-Gatherer, WHG) DNA, geschat op ongeveer 40-50%, één individu zelfs ca. 75%. De studie onderzocht ook een man van de Wartbergcultuur begraven in Erwitte-Schmerlecke ca. 3.500-2.900 v.Chr. Deze bleek een drager te zijn van de vaderlijke haplogroep I en de moederlijke haplogroep J2b1a.
Immel et al. (2019) onderzocht de overblijfselen van 42 mensen van de Wartbergcultuur begraven in Niedertiefenbach, ca. 3.300-3.200 v.Chr. Deze toonden ongeveer 60% vroege Europese landbouwer (Early European Farmer, EEF) en 40% WHG afkomst. Daarmee bleken ze veel meer voorouders van de Europese jager-verzamelaars te herbergen en genetisch wezenlijk verschillend te zijn van de eerdere bandkeramiekvolkeren, wat suggereert dat de ondergang van de bandkeramiekcultuur gepaard ging met een grote demografische verschuiving.